# Saint-Illiers-le-Bois
Saint-Illiers-le-Bois é uma comuna francesa na região administrativa da Île-de-France, no departamento de Yvelines. A comuna possui 297 habitantes segundo o censo de 1990.